# Grab der Nereide

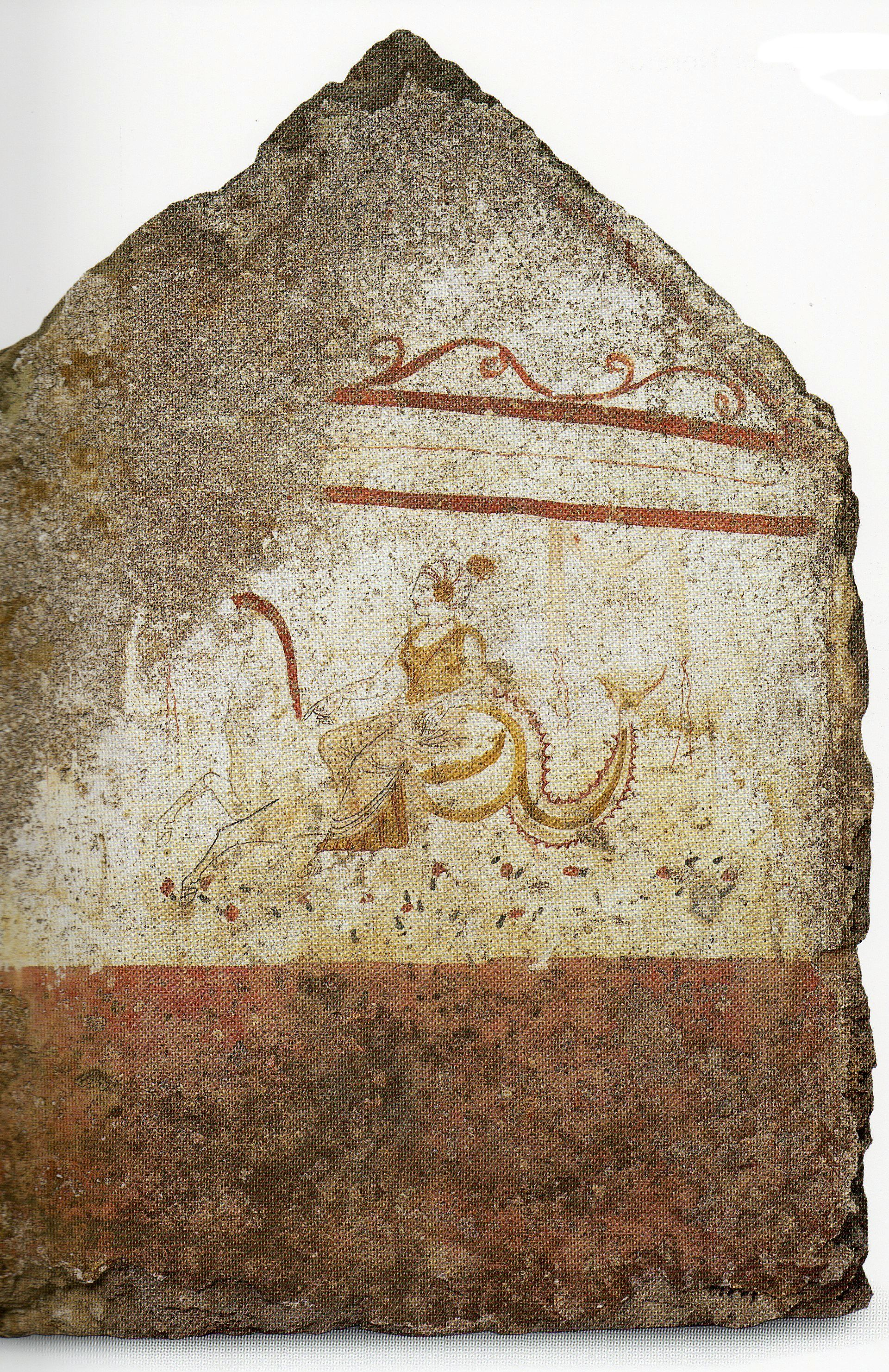
Nereide

Das Grab der Nereide ist ein Grab aus der Zeit um 350/340 v. Chr., dessen Überreste in der Nekropole Vannullo bei Paestum, heute Capaccio, Provinz Salerno gefunden wurden und bei der Ausgrabung als Grab Nr. 2 bezeichnet wurden. Sie befinden sich mittlerweile im Archäologischen Nationalmuseum von Paestum. Die vier bemalten Steinplatten, die die Wände der Grabkammer bildeten, tragen die Inventarnummern 31708 bis 31711. Die Platten der Längsseiten sind 105 cm hoch und 218 cm lang; die fünfeckigen Platten der Schmalseiten sind 135 cm hoch und 97 cm breit. Laut Bernard Andreae handelt es sich um ein Männergrab.

## Gemälde
Namengebend für das Grab ist die Darstellung einer Nereide auf einer der Giebelplatten. Bis zur Vorbereitung der Ausstellung der Grabkammer in Deutschland im Jahr 2007 ging man davon aus, dass diese Platte sich auf der westlichen Seite des Grabes befand, mittlerweile wird sie dem östlichen Ende des Grabes zugeordnet. Im Giebelfeld ist noch ein rankenartiges Ornament zu erkennen; das Gemälde im rechteckigen Bildfeld zeigt eine weibliche, mit einem langen, gelblichen Gewand bekleidete Figur, die im Damensitz auf einem Meereswesen reitet. Dieser Hippokamp hat wie sein Pendant vom Grab der Klagefrauen den Vorderleib eines gezäumten Pferdes und einen geschwungenen Fischschwanz. Von dem roten Querbalken, der das Bildfeld nach oben abschließt, hängt rechts über diesem Fischschwanz eine Tänie herab. Den Untergrund bilden rote und schwarze Pinseltupfer. Fast die Hälfte des rechteckigen Plattenteils wird jedoch durch das rotbraune Feld eingenommen, mit dem der untere Teil der Platten ausgefüllt ist. Die Reiterin weist mit dem Zeigefinger der rechten Hand nach unten. Den linken Arm hat sie auf den Rand eines Schildes gestützt. Andreae deutet die Szene wie folgt: „Da es sich um ein Männergrab handelt, kann diese Nereide nicht etwa selbst die Verstorbene sein, sondern sie geleitet den verstorbenen Ritter, dessen Schild [...] sie trägt, übers Meer zu den Inseln der Seligen. Mit dem ausgestreckten rechten Zeigefinger scheint sie den Weg zu weisen“.
Die zweite Giebelplatte ist stark beschädigt. Sie zeigte das Motiv des heimkehrenden Ritters, der von seiner Frau empfangen wird. 

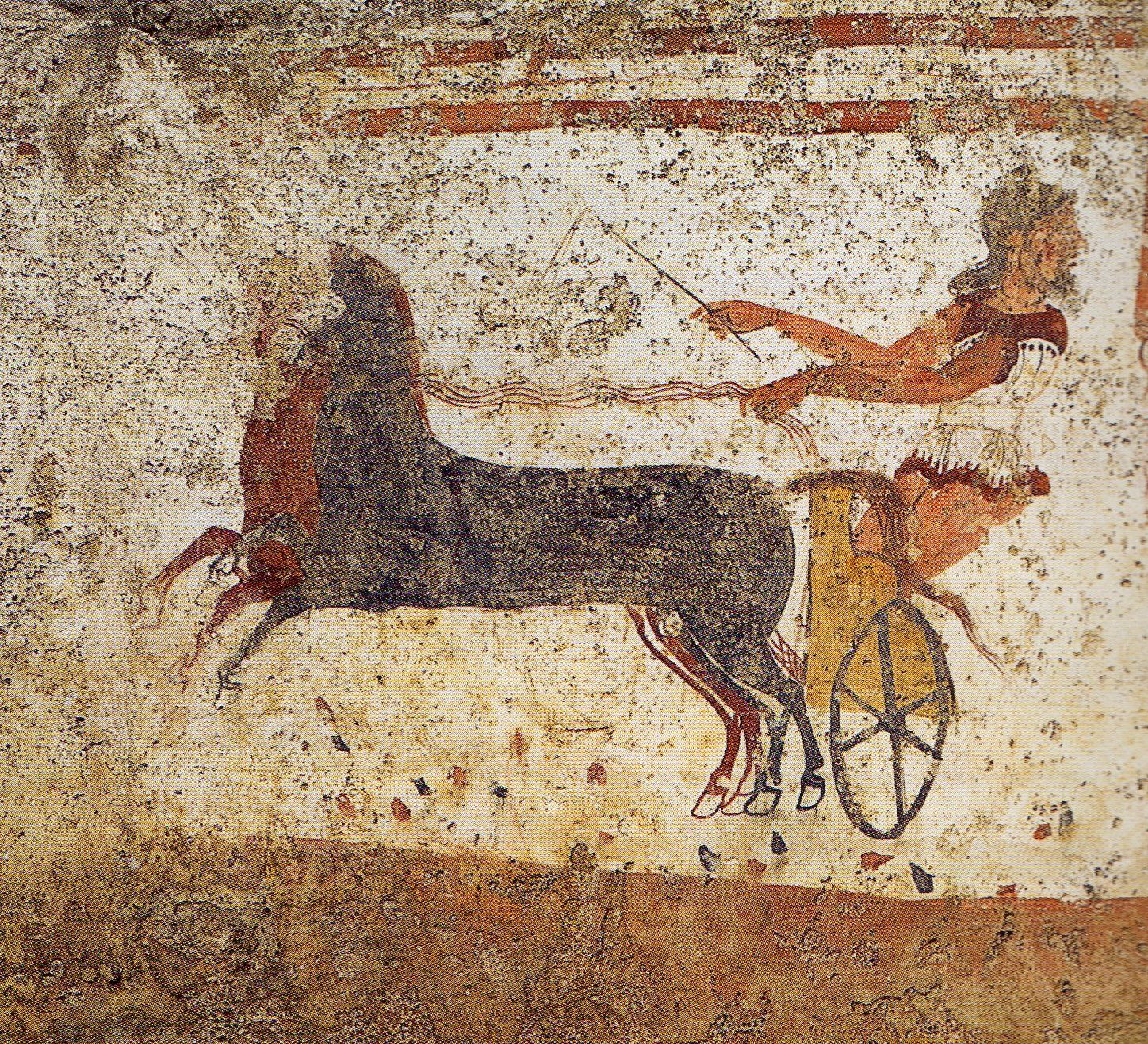
Biga

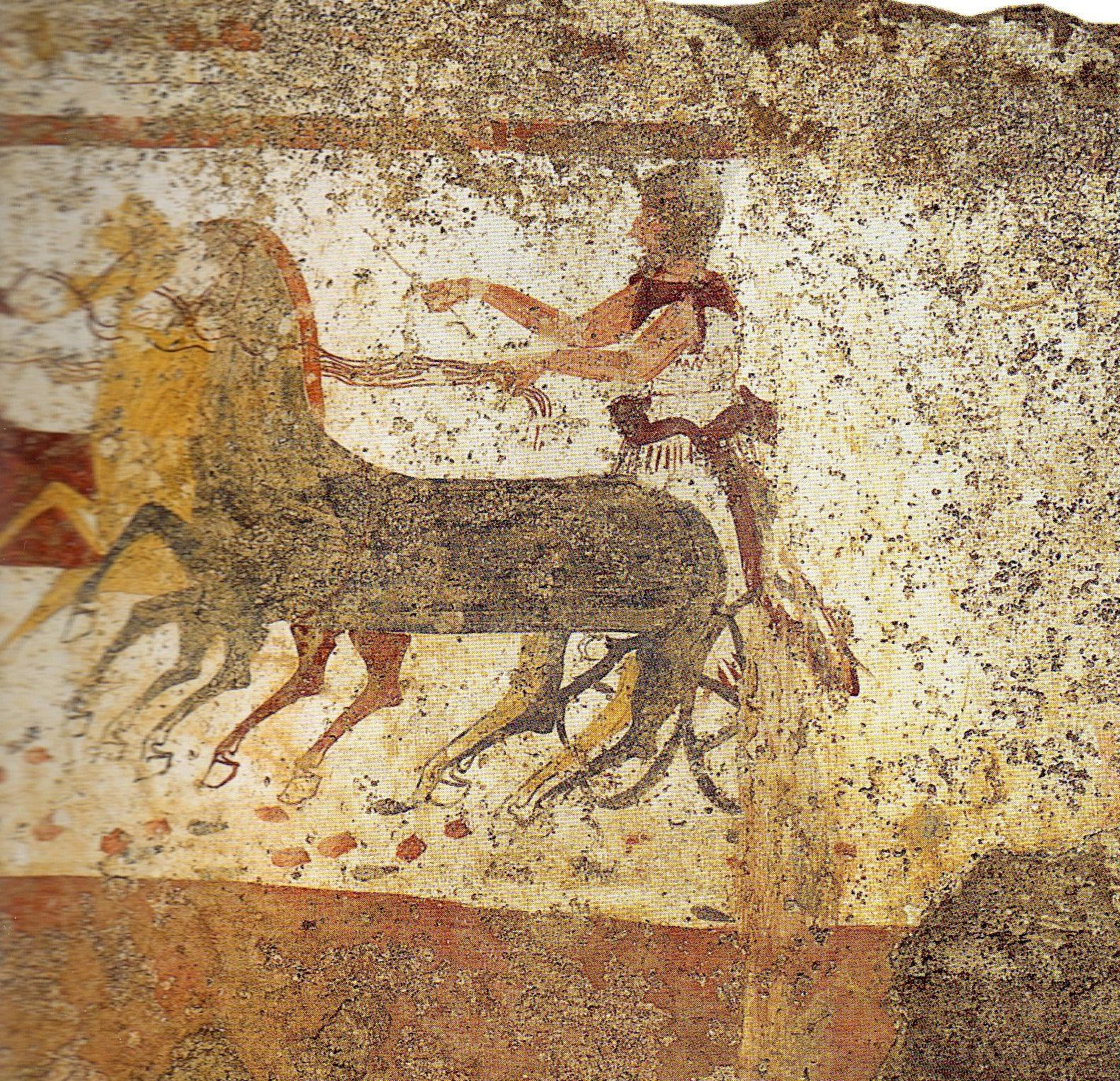
Detail der Quadriga

Auf den Längsplatten sind Szenen aus den Leichenspielen abgebildet, die wiederum als Untergrund die verschiedenfarbigen, offenbar nicht durch eine Standlinie eingerahmten Pinseltupfer aufweisen. Eine Besonderheit stellt dabei die Bearbeitung des Motivs des Wagenrennens dar: Den vorderen Wagen ziehen nur zwei Pferde, ein Rappe und ein Fuchs. Im Verhältnis zu den Pferden ist der Lenker, der zurückgebeugt seinen Kopf zu der ihn verfolgenden Quadriga umwendet, abnorm groß geraten; vielleicht ist dies mit der Grund dafür, dass er mit gebeugten Knien im Wagen stehend dargestellt ist. Hinter der Biga ist als Bildschmuck nicht die auf vielen ähnlichen Grabmalereien vorhandene Säule zu finden, sondern wiederum nur eine vom oberen Querbalken herabhängende Tänie. Die Pferde der nachfolgenden Quadriga sind wie beim Grab der Schecken gestaffelt dargestellt, so dass von jedem Tier der gesamte Vorderleib zu erkennen ist. Ebenfalls wie beim Grab der Schecken bewegen sich diese vier Pferde im Gleichschritt bzw. befinden sich alle in derselben Phase ihres Galoppsprungs. Auch die Darstellung des Wagens, der im Gegensatz zu den vier Zugtieren schräg von vorn dargestellt ist und dessen Räder deshalb beide zu sehen sind, entspricht dem Bild aus dem Grab der Schecken. Anders als dort sind allerdings die Pferdeköpfe in verschiedenen Haltungen dargestellt; nur drei der Tiere blicken nach links, in die Richtung, in die sie laufen, das rechte Stangenpferd, ein Fuchs, wendet seinen Kopf zurück. 
Einen weiteren Unterschied gegenüber ansonsten vergleichbaren Grabmalereien aus paestaner Gräbern stellt der weitgehende Verzicht auf die Darstellung der Figuren durch Umrisslinien ohne Füllfarbe dar: Diese Technik wurde zwar bei der Darstellung der hellhäutigen Nereide auf der Giebelplatte und ihrem Reittier angewandt; die Männerfiguren sind jedoch alle in Hautfarben ausgeführt. Auch die Pferde des Wagenrennens sind eingefärbt; die Quadriga wird von zwei Rappen als Beipferden und dem Fuchs und einem Falben als Stangenpferden gezogen. Nur die Hufe und Teile der Gesichter sind durch Umrisslinien dargestellt und in der Farbe des Maluntergrundes gehalten. 

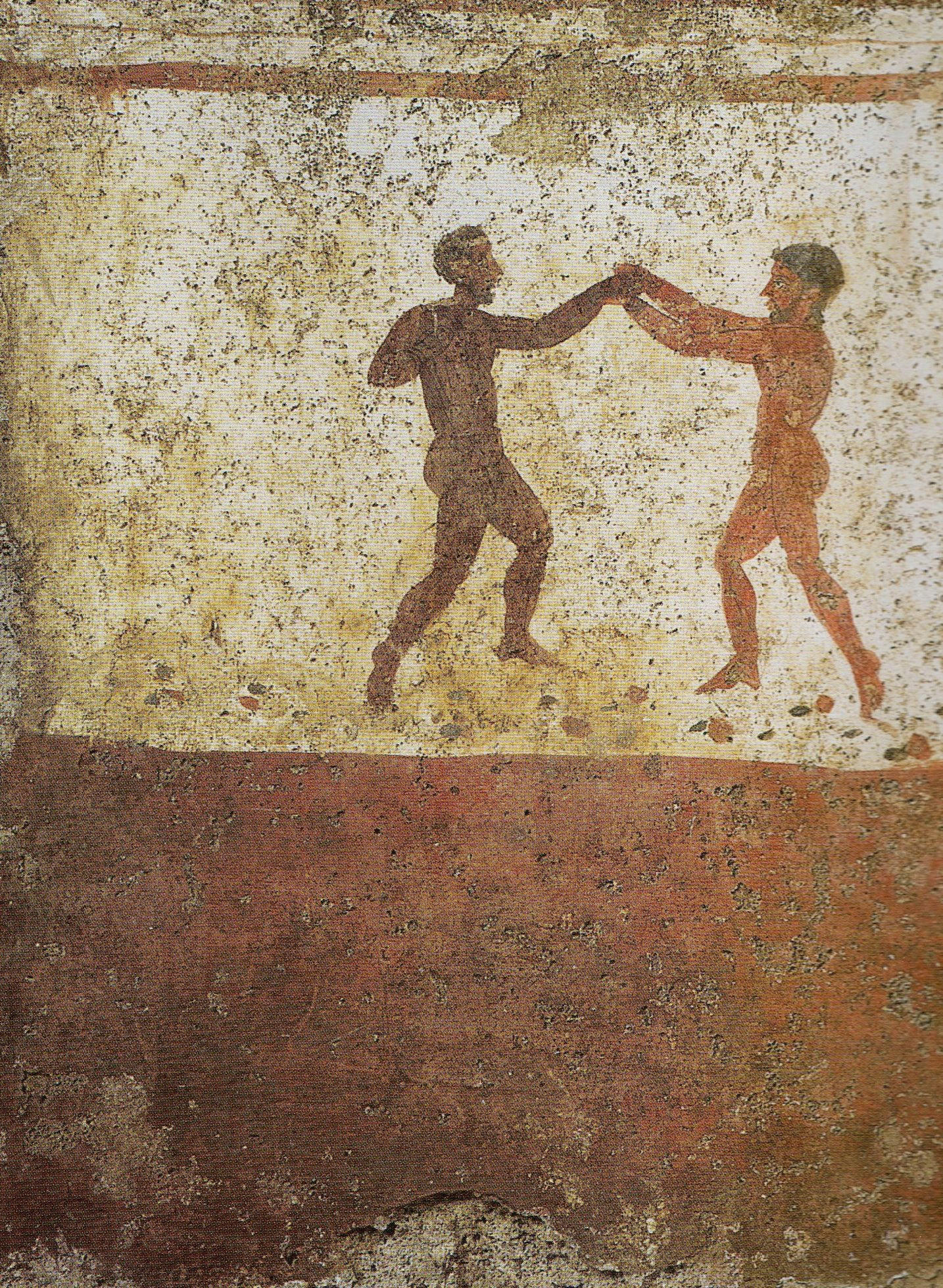
Boxkampf

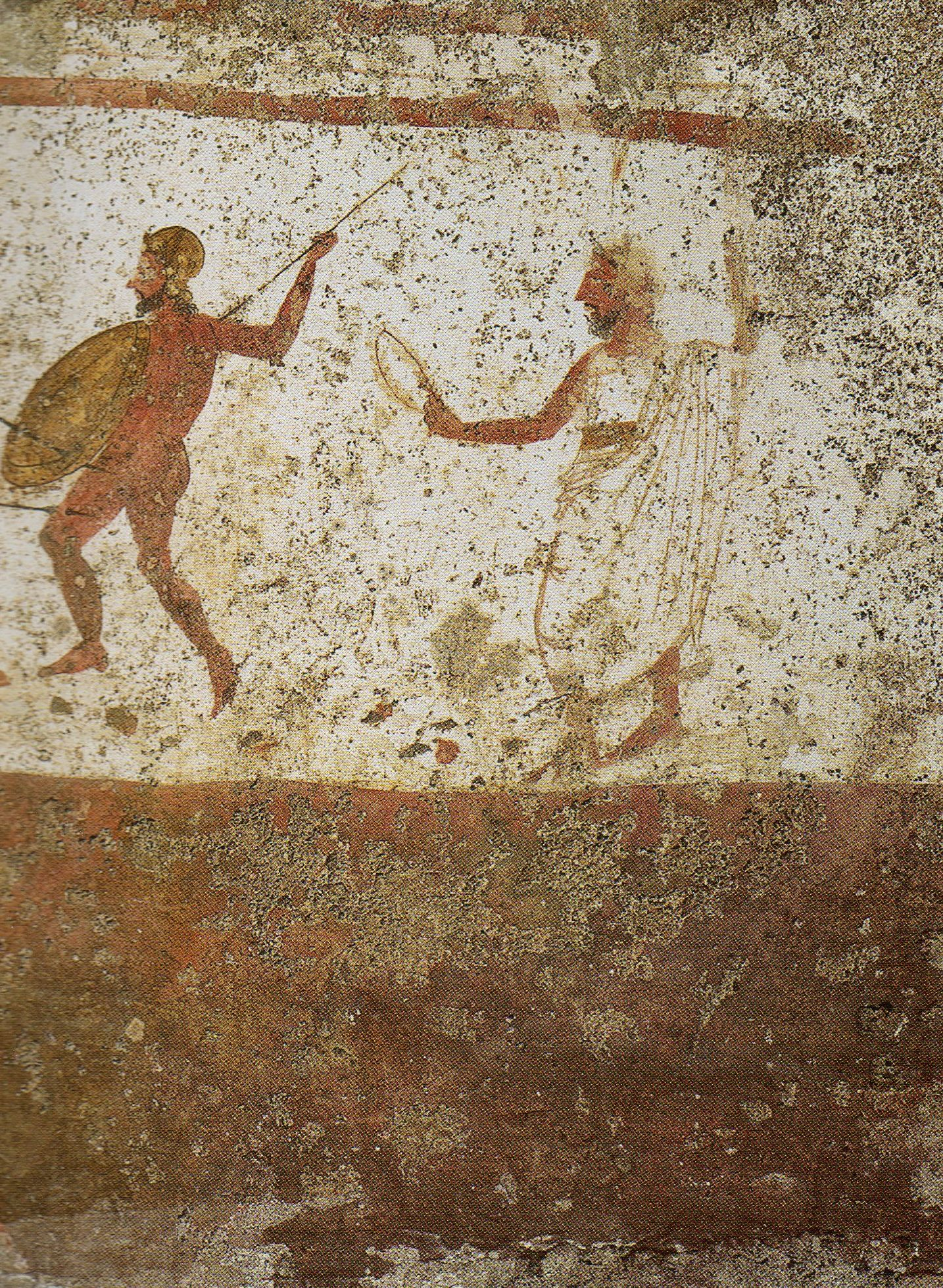
Waffenkämpfer und Schiedsrichter

Dies wiederholt sich auch auf der anderen Längsplatte, die, ohne gliedernde Elemente wie Säulen oder Pflanzen, links die häufig anzutreffende Boxkampfszene zwischen zwei nackten Männern zeigt, von denen einer dunkelhäutig ist. Anders als bei zahlreichen anderen Grabmalereien aus Paestum werden sie nicht von einem Flötenspieler angefeuert oder begleitet. Auf der rechten Seite der Platte kämpfen zwei nackte, aber mit Helmen und Schilden geschützte Männer gegeneinander; der Schiedsrichter, der von rechts her die Szene beobachtet, hält einen Kranz in der einen Hand und erhebt die andere.

## Grabbeigaben
Das Grab der Nereide wurde mit zahlreichen Grabbeigaben ausgestattet. Darunter waren mehrere Gefäße:
Eine Oinochoe, die die Inventarnummer 31714 des Museums in Paestum trägt, zeigt in rotfiguriger Malerei aus der Asteas-Python-Werkstatt einen vor einem kleinen Hausaltar tanzenden Satyr, der in der einen Hand eine Perlschnur und einen Kranz hält, in der anderen einen Thyrsosstab. Den Hals des 20 cm hohen Gefäßes ziert ein Eierstab. 
Ebenfalls mit einem Satyrn verziert ist die rotfigurige Lekythos aus derselben Werkstatt, die die Inventarnummer 31712 trägt. Er läuft mit einem Zweig in der Hand nach rechts. Das Gefäß ist 23,2 cm hoch und am Hals mit einem Zungenstab verziert. 
Noch ein weiteres Gefäß aus der Werkstatt des Assteas-Python wurde dem Bestatteten ins Grab der Nereide mitgegeben, eine 15,5 cm hohe Lekythos, auf deren Bauch eine nach links gewandte Sirene vor einem Pfeiler dargestellt ist. Das Gefäß trägt die Inventarnummer 31713. 
Ferner wurde dem Grab ein rotfiguriger Fischteller (Inventarnummer 31716) beigegeben, der bei einem Durchmesser von 22 cm eine Höhe von 5,6 cm hat. Auf der Außenseite mit einem Wellenmotiv verziert, trägt er im Inneren die Darstellung von drei Fischen, darunter die eines Rochens. 
Eine rotfigurige Kylix, die die Inventarnummer 31717 erhielt, zeigt im Tondo den Weingott Dionysos, der auf einem Felsen sitzt und einen Thyrsosstab hält. Mit der rechten Hand präsentiert er einen Teller mit Eiern. Vor ihm steht auf der linken Seite auf einer Ranke ein junger Satyr, der ebenfalls einen Thyrsos und ein Ei hält. Den Bildhintergrund füllt eine Weinrebe aus, unterhalb der Szene befindet sich ein Zickzackband mit einer Palmette zwischen zwei Rosetten, umgeben wird die Darstellung von einem Rankenornament aus Efeu und Wein. Die Außenseite des Gefäßes ist mit einem weiteren Rankenornament geschmückt. 
Außerdem befand sich in dem Grab der Nereide noch eine schwarz gefirnisste Patera, auf deren Tondo vier gestempelte Efeublätter zu sehen sind. Sie trägt die Inventarnummer 31715. 
Außer den Gefäßen wurden im Grab der Nereide auch Spuren einer Rüstung bzw. von Kleidung gefunden. Die Überreste eines Bronzegürtels sind noch 29 cm lang und 9,2 cm breit. Ein zweites Stück eines Bronzegürtels ist 43 cm lang und 8,7 cm breit. Die beiden Gürtelreste tragen die Inventarnummern 31718 und 31719; der 41 cm lange Überrest eines bronzenen Wurfspeeres erhielt die Nummer 31720 und ein 17 cm langer und 4,5 cm breiter Teil eines eisernen Messers die Nummer 31721.